# Krympet klemmeforbindelse
En krympet elektrisk klemmeforbindelse eller krympet klemmeforbindelse er en type af klemmeforbindelse.
En krympet klemmeforbindelse er en forbindelse mellem (et kabels) uisoleret leder og en lukket metalring eller en åben metalring, via en forbindelsesproces som presser metalringen så hårdt til kordellerne i lederens ende, hvilket udgør en pålidelig gastæt elektrisk forbindelse.
Kabelsko er et eksempel på krympede klemmeforbindelsesanvendelser.

## Eksempler på krympede klemmeforbindelser
Følgende liste forbinder en leder via krympning af en ring på kabelskoen:
- Spadekabelsko, spadestik, spadesko
- Gaffelkabelsko
- Ringkabelsko
- Stiftkabelsko